# Bastian Reinhardt
Bastian Reinhardt (Ludwigslust, 19 de novembro de 1975) é um ex-futebolista alemão que jogava como zagueiro. Atualmente é diretor-esportivo do Hamburgo.

## Carreira
Iniciou a carreira nos juniores do Empor Grabow (atual SG Ludwigslust/Grabow), em 1983, saindo para o 1. FC Magdeburg, um dos principais clubes da então Alemanha Oriental, 5 anos depois. Voltou ao (já renomeado) Grabower FC em 1990 e jogou ainda na base do Wolfsburg entre 1992 e 1994, quando se profissionalizou no VfL Hamburg. No pequeno clube da cidade portuária do norte alemão, atuou em 91 jogos e marcou 10 gols durante 3 temporadas.
Em 1997, foi contratado pelo Hannover 96, pelo qual jogou 79 vezes, com 4 gols marcados. Na temporada 2000-01, assinou com o Arminia Bielefeld, e inicialmente disputaria uma vaga no time titular. Até 2003, quando saiu do clube, o zagueiro jogou 99 partidas e marcou 8 gols. No mesmo ano, foi contratado pelo tradicional Hamburgo , onde viveu sua melhor fase na carreira, participando em 132 partidas com a camisa do HSV, com 9 gols marcados. Na temporada 2008-09, Reinhardt ficou sem contrato e ainda sofreu uma fratura no pé durante o jogo contra o Bayern de Munique, fazendo a diretoria do Hamburgo pensar se renovaria ou não o vínculo, que foi renovado em julho de 2009. Porém, uma nova fratura diminuiu de vez o espaço do zagueiro no clube.
Seu último jogo como profissional foi contra o Nürnberg, substituindo o marfinense Guy Demel. Aposentou-se logo após o encerramento da temporada, mas continuou no Hamburgo, agora como diretor-esportivo, cargo que exerce desde então.